# Grau de protecció IP

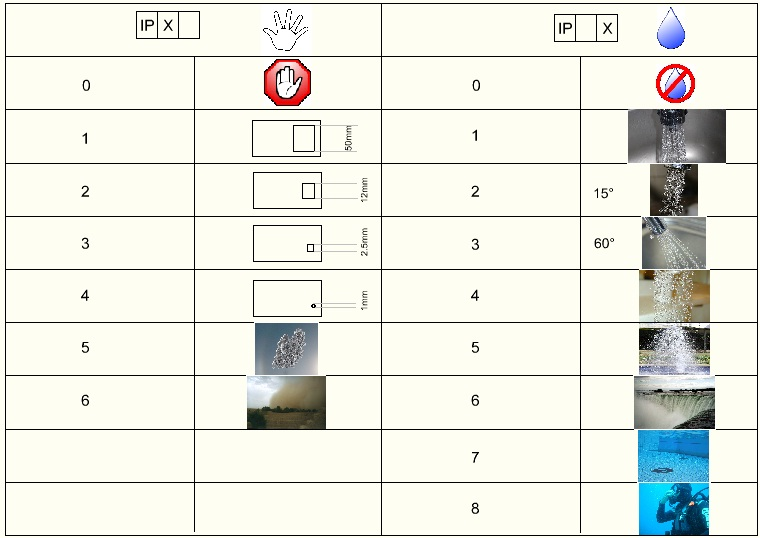
Fig.1 Codificació del codi IP

El grau de protecció IP (de l'anglès Ingress Protection o protecció d'entrada) és un marcat de protecció internacional segons l'estàndard IEC 60529 que classifica i avalua el grau de protecció proveït contra la intrusió de cossos (parts del cos tals com mans i dits), pols, contacte accidental i aigua, mitjançant envolvents i caixes electromecàniques. La darrera versió de la norma es pot consultar aquí.

## Explicació de codi
Codi enter :
| Indicació IP | Primer dígit | Segon dígit | Tercer dígit | Quart dígit | Cinquè Dígit |
| ------------ | ------------ | ----------- | ------------ | ----------- | ------------ |
| IP           | del 0 al 6   | del 0 al 9  | del 0 al 9   | Lletra      | Lletra       |
| Obligatòria  | Obligatòria  | Obligatòria | No s'empra   | Opcional    | Opcional     |

### Primer dígit
Especifica la protecció contra l'entrada de cossos :
| Nivell | Efectiu contra | Descripció                                          |
| ------ | -------------- | --------------------------------------------------- |
| 0      | Res            | Cap protecció contra contactes i cossos externs     |
| 1      | > 50mm         | Protecció tals com una mà o similars                |
| 2      | > 12,5mm       | Protecció contra dits o similars                    |
| 3      | >2,5mm         | Protecció contra eines o similars                   |
| 4      | > 1mm          | Protecció contra cables o similars                  |
| 5      | Pols           | Protecció contra entrada de pols, però no totalment |
| 6      | Pols           | Protecció contra entrada de pols, totalment         |

### Segon dígit
Especifica la protecció contra l'entrada d'aigua :
| Nivell | Efectiu contra                              | Descripció                                                      | Detalls                                                                                      |
| ------ | ------------------------------------------- | --------------------------------------------------------------- | -------------------------------------------------------------------------------------------- |
| 0      | Res                                         | -                                                               | -                                                                                            |
| 1      | Gotes d'aigua                               | Gotes d'aigua caiguda verticalment durant 10 minuts             | Simula pluja de 1mm                                                                          |
| 2      | Gotes d'aigua amb angle de 15º              | Gotes d'aigua caiguda vertical a 15º durant 2,5 minuts          | Simula pluja de 3mm                                                                          |
| 3      | Aigua a spray                               | Aigua nebulosa caiguda vertical a 60º durant 10 minuts          | Aigua a pressió de 50-150 KPa                                                                |
| 4      | Aigua esquitxada                            | Aigua esquitxada caiguda en qualsevol direcció durant 10 minuts | Aigua a pressió de 50-150 KPa                                                                |
| 5      | Aigua a doll                                | Aigua projectada en qualsevol direcció durant 3 minuts          | Aigua a pressió de 30 KPa a distància de 3m                                                  |
| 6      | Aigua a doll fort                           | Aigua projectada en qualsevol direcció durant 3 minuts          | Aigua a pressió de 100 KPa a distància de 3m                                                 |
| 6K     | Aigua a doll molt fort                      | Aigua projectada en qualsevol direcció durant 3 minuts          | Aigua a pressió de 1000 KPa a distància de 3m                                                |
| 7      | Immersió en aigua fins a 1m                 | Immersió fins 1m                                                | Durada de 30 minuts                                                                          |
| 8      | Immersió en aigua a 1m o més                | Immersió a partir d'1m a especificar pel fabricant              | Durada especificada pel fabricant                                                            |
| 9K     | Aigua a alta temperatura i a doll molt fort | Vegeu norma IEC 60529                                           | Durada de 30 segons en 4 diferents angles. Pressió d'aigua 8-10 MPa. Temperatura aigua 80 °C |

Quart dígit
Per a la protecció de l'usuari contra l'accés de :
| Lletra | Significat    |
| ------ | ------------- |
| A      | Dors de la mà |
| B      | Dit           |
| C      | Eina          |
| D      | Cable         |

### Cinquè dígit
Lletra opcional que dona informació addicional de protecció :
| Lletra | Significat                                       |
| ------ | ------------------------------------------------ |
| f      | Resistent a l'oli                                |
| H      | Dispositiu d'alta tensió                         |
| M      | Dispositiu que es mou durant l'assaig d'aigua    |
| S      | Dispositiu que no es mou durant l'assaig d'aigua |
| W      | Condicions del temps atmosfèric                  |